# 21589 Rafes
21589 Rafes è un asteroide della fascia principale. Scoperto nel 1998, presenta un'orbita caratterizzata da un semiasse maggiore pari a 2,7795975 UA e da un'eccentricità di 0,1611112, inclinata di 8,88945° rispetto all'eclittica.